# Pseudagrion apicale
Pseudagrion apicale är en trollsländeart som beskrevs av Fraser 1949. Pseudagrion apicale ingår i släktet Pseudagrion och familjen dammflicksländor. IUCN kategoriserar arten globalt som otillräckligt studerad. Inga underarter finns listade i Catalogue of Life.